# Jessica Chastain
Jessica Michelle Chastain (født 24. marts 1977) er en amerikansk film- og tv-skuespiller. Hun er kendt for sine roller i filmene Interstellar, The Martian,  Zero Dark Thirty, Niceville, The Debt, The Tree of Life og Take Shelter. Hun fik sit gennembrud i 2011 hvor hun var medvirkende i seks premierefilm. For sin rolle som Celia Foote i Niceville fik hun Oscar-, Golden Globe-, BAFTA Award- og SAG Award-nomineringer for bedste kvindelige birolle. I 2013 har hun, for sin rolle som Maya i Zero Dark Thirty, vundet en Golden Globe for bedste kvindelige hovedrolle og var nomineret til en Oscar for samme præstation.
Jessica Chastain blev født i Sacramento, Californien. Hendes mor er Veganerkok og hendes far er brandmand. Chastain er også selv veganer. Hun valgte at bruge sin mors pigenavn som kunstnernavn. Hun gik på The Julliard School i New York på et stipendium, der var finansieret af Robin Williams. Mens hun gik på skolen, var hun meget aktiv på dramaområdet og havde roller i flere teateropførelser og Elevfilmprojekter.
Chastain startede sin professionelle karriere på TV i 2004, hvor hun spillede med i tv-filmen Dark Shadows. Efterfølgende har hun haft roller i flere serier, her i blandt Skadestuen, Veronica Mars og Law & Order. Hun fik sin filmdebut i 2008, hvor hun spillede hovedrollen i filmen Jolene, der var inspireret af novellen Jolene: A life af E. L. Doctorow, der igen er inspireret af Dolly Partons sang Jolene.

## Filmografi

### Film
- X-Men: Dark Phoenix (2019)
- It del 2 (2019)